# Richard Guino

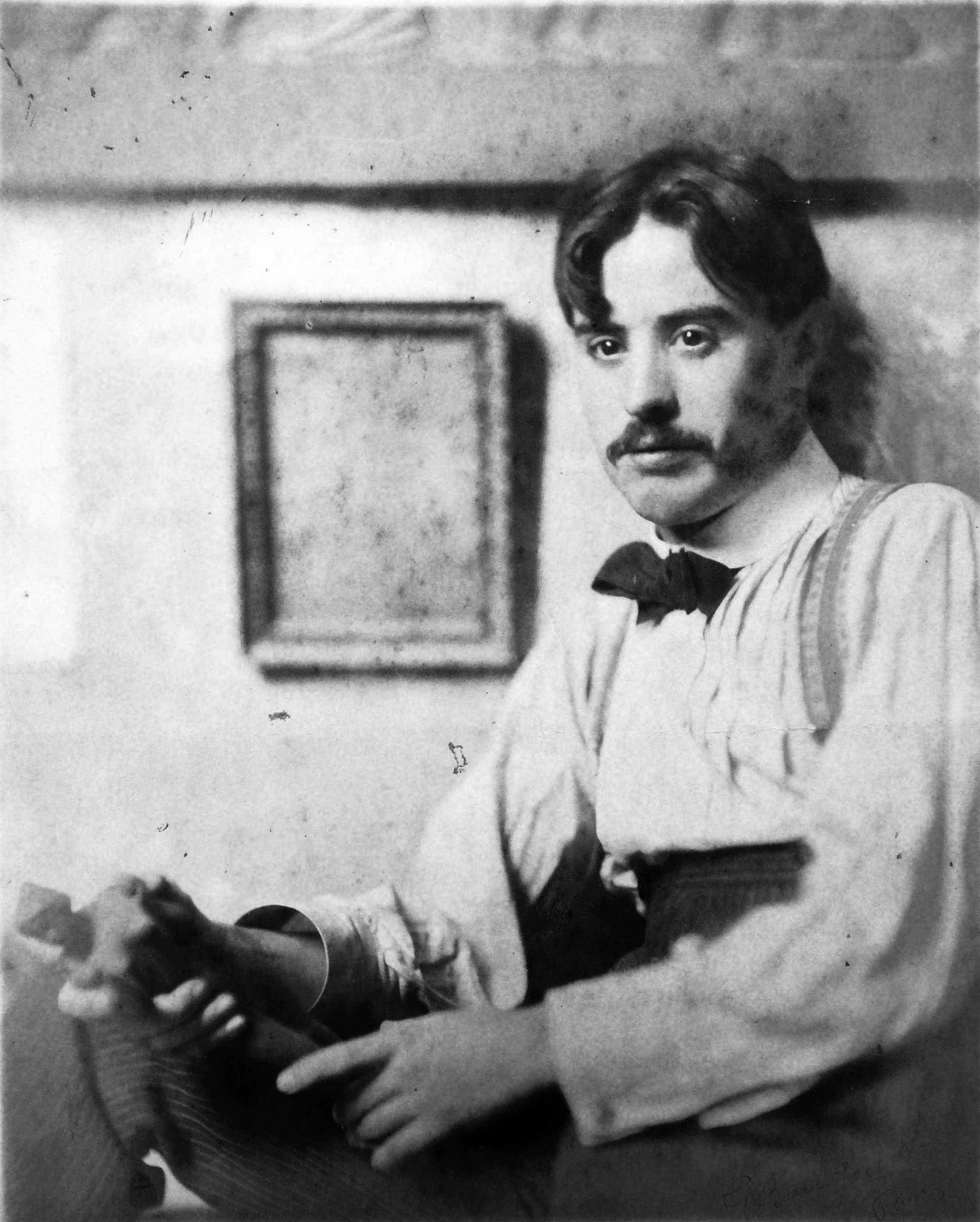
Ricardo Guino in seinem Atelier in Paris Anfang der 1910er Jahre, aufgenommen von seinem Fotografenfreund Gervais Bougourd (1888–1983).

Richard Guino, katalanisch Ricard Guinó i Boix (* 26. Mai 1890 in Girona; † 2. Februar 1973 in Antony) war ein französischer Bildhauer katalanischer Herkunft. Richard Guino arbeitete mit verschiedenen Materialien: Holz, Wachs, Marmor, Bronze, Terrakotta, Gips, Elfenbein, Glas, Keramik. Eine berühmte Episode der Kunstgeschichte ist die fruchtbare Zusammenarbeit mit Pierre-Auguste Renoir.

## Leben

### Jugend und Ausbildung
Richard Guino wurde am 26. Mai 1890 in Girona, Katalonien, Spanien, als Sohn eines Schreiners geboren. Seine Eltern schickten ihn zur Schule in ein Maristenkolleg, wo er eine äußerst strenge Erziehung erfuhr. Als frühreifer Bildhauer trat er bereits in jungen Jahren in die Kunstschule von Girona ein und verließ diese 1906, um an der Hochschule der Schönen Künste in Barcelona zu studieren. Dort war der Vater von Pablo Picasso einer seiner Lehrer. Er nahm an Kollektivausstellungen in Girona (1908) und Barcelona (1910) teil, wo ihn der 30 Jahre ältere Aristide Maillol entdeckte. Maillol hielt ihn für den begabtesten europäischen Bildhauer seiner Generation und bat ihn, zu ihm nach Frankreich zu kommen, um an seiner Seite zu arbeiten.

### In Paris
Richard Guino ließ sich im Jahre 1910 in einem Atelier in der Rue Daguerre im Pariser Stadtteil Montparnasse nieder und assistierte Maillol in dessen Ateliers in Paris und Marly-le-Roi. Des Weiteren besuchte er die Akademie Ranson in Montmartre, wo er Maurice Denis kennenlernte. Für diesen schuf er vor allem einige Flachreliefs für das Théâtre des Champs-Élysées. Auch nahm er an Ausstellungen der Société des Artistes Décorateurs, der Société Nationale des Beaux-Arts, der Galerie Druet sowie der Galerien Marseille und Vildrac teil. Werke des Künstlers wurden von Harry Graf Kessler und Ambroise Vollard erworben.
In dieser Zeit unternahm Aristide Maillol auf Wunsch Vollards den Versuch, mit Renoir zusammenzuarbeiten. Der Maler wurde von Vollard dazu gedrängt, sich mit Bildhauerei zu befassen. Obgleich von rheumatischer Arthritis gehandicapt, setzte Renoir die Malerei fort, den Pinsel zwischen seinen gelähmten Fingern haltend, geschützt durch enge Bandagen. Vollard versprach Renoir: „Je vous trouverai des mains.“ (Ich werde Hände für Sie finden). Da Maillol ein arrivierter Künstler war, konnte er nur Werke unter seinem eigenen Namen schaffen, also vermittelte er Richard Guino an Renoir.

### Zusammenarbeit mit Renoir, Karriere als Bildhauer

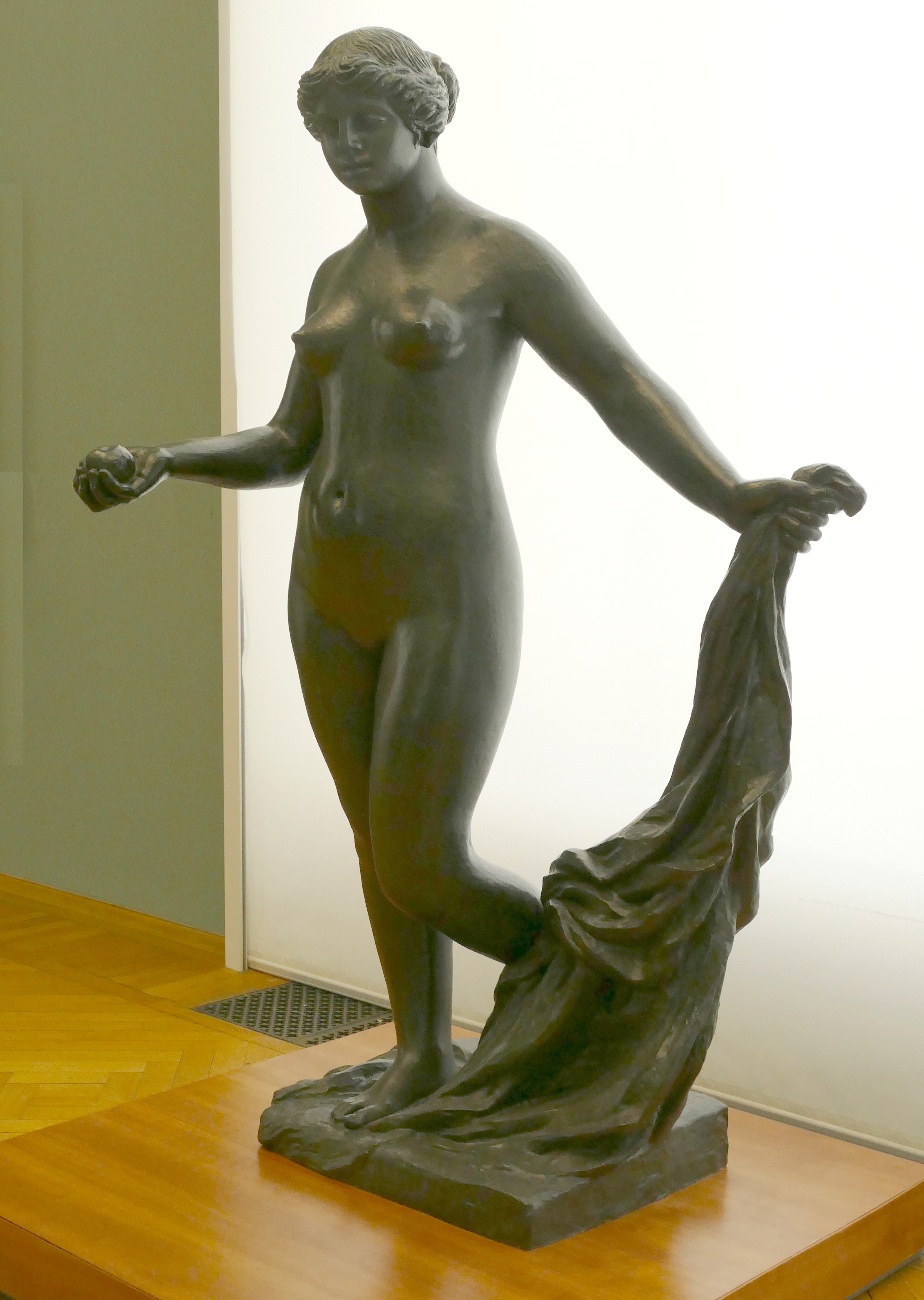
Venus Victrix, lebensgroße Bronzestatue von Auguste Renoir und Richard Guino, 1914-1916. Musée du Petit-Palais, Paris. Schenkung Ambroise Vollard 1931.

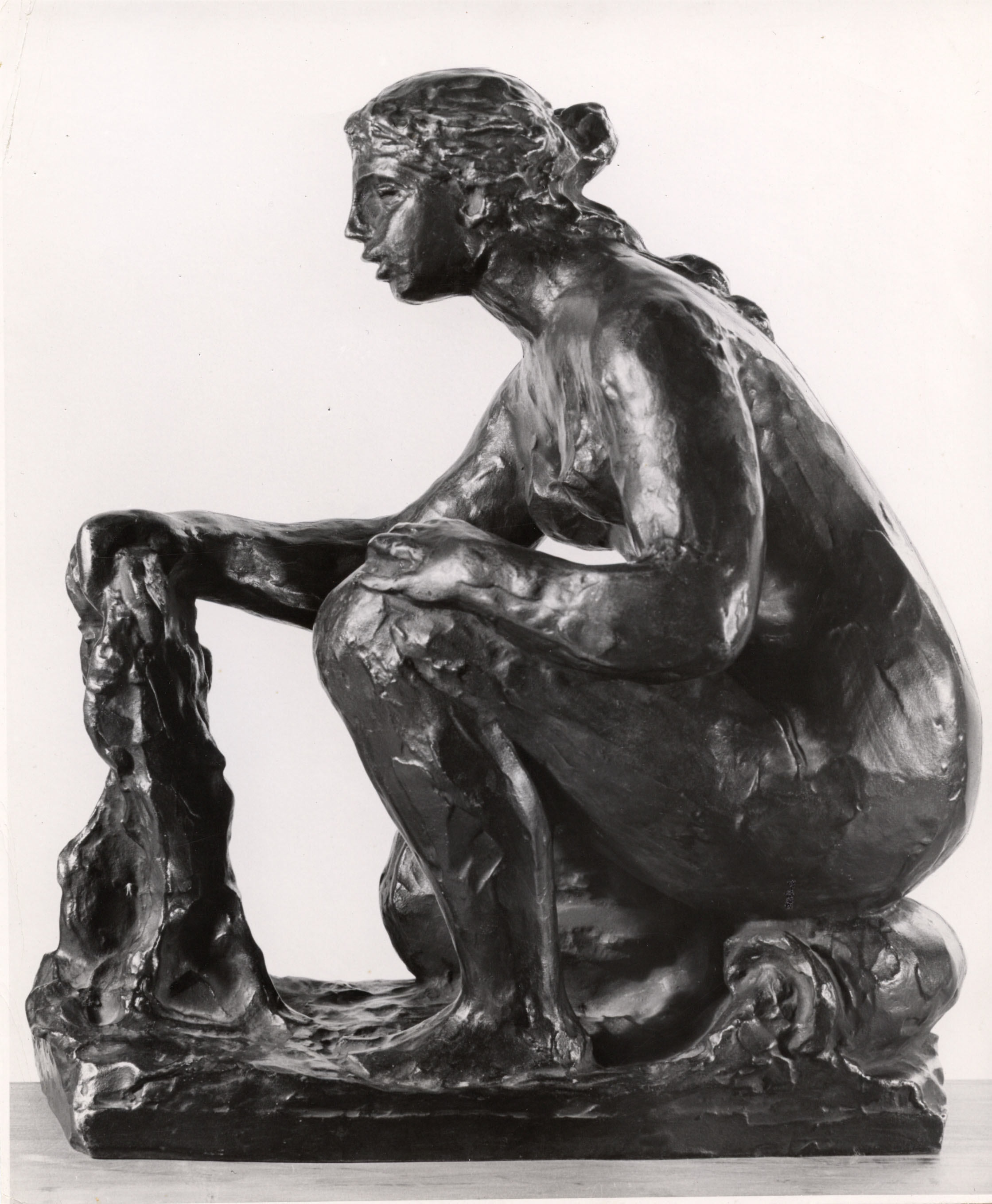
Auguste Renoir und Richard Guino. Badende. Bronze, 1916. Metropolitan Museum of Art, New York. Jacques and Natasha Gelman Collection, 1998.

Vollard, der von der Idee begeistert war, vermittelte Guino 1913 ein Treffen mit Renoir und stellte ihn auf eigene Kosten ein. Die Zusammenarbeit der beiden Künstler dauerte bis 1918 an. Sie begann zunächst in Essoyes und wurde später in den „Collettes“, Renoirs Villa in Cagnes-sur-Mer fortgesetzt. In der Folge entstand eine Reihe von Werken. Dazu zählen die „Kleine Venus“, die „Venus victrix“, das „Urteil des Paris“ sowie die „Große Wäscherin“. Nach Renoirs Tod im Jahr 1919 wurden die Skulpturen von Vollard als Renoirs alleinige Werke deklariert und entsprechend vermarktet.
Nach der Zusammenarbeit mit Renoir schloss Richard Guino einen Vertrag mit der Galerie Hebrard in Paris, die ihm zwischen 1919 und 1923 drei große Einzelausstellungen widmet. Er schuf glasierten Keramiken und einige Möbel. 1922 begann eine langjährige Zusammenarbeit mit der Manufaktur von Sèvres, die zehn Jahre lang Editionen seiner Entwürfe in Steingut und Biskuit herstellte. Im Jahr 1923 nahm er an der Frühjahrsausstellung in Barcelona teil, wo er Werke in der Galerie Devauchez und einige Werke im Musée Galliera, im Salon des Tuileries und im Salon de la Artistes Décorateurs ausstellte. 1924 stellte er im Musée des Arts Décoratifs aus. Er schloss einen Vertrag mit der Firma Colin, die zehn Jahre lang Bronzestatuen nach seinen Modellen herstellt. 1925 nahm Guino an der Internationalen Ausstellung für dekorative Kunst in Paris teil, wo er Ehrendiplome für Metall und Keramik erhält. Im selben Jahr wurde er französischer Staatsbürger und heiratet Gabrielle Borzeix. Aus dieser Ehe gingen sechs Kinder hervor: Georges, Claude, Evelyne, der Bildhauer Michel Guino, die Malerin Marie Guino-Ronchi und der früh verstorbene Jean Borzeix. Guino bezog mit seiner großen Familie ein größeres Atelier in Antony, außerhalb von Paris, in der Nähe seines Freundes und Fotografen Bougourd.
Nach einem langwierigen Gerichtsverfahren, das Michel Guino, Sohn von Richard Guino und selbst Bildhauer, 1965 angestrengt hatte, wurde Richard Guino 1971 von der Dritten Zivilkammer des Pariser Tribunal de Grande Instance als Miturheber der gemeinsam mit Auguste Renoir geschaffenen Skulpturen anerkannt (bestätigt vom Kassationsgericht 1973). Der Kunsthistoriker Paul Haesaerts schrieb bereits 1947 in seinem Buch Renoir sculptor (Hermes Verlag, Brüssel): „Guino hat sich mit Leib und Seele dem schöpferischen Akt hingegeben. Man kann sogar sagen, dass die Skulptur von Renoir ohne ihn nie das Licht der Welt erblickt hätte. Guino war unentbehrlich.“

## Nachlass
Bei seinem Tod befanden sich in seinem Atelier mehr als 200 Skulpturen (Holz, Bronze, Terrakotta, Gips, Elfenbein, Glas), zahlreiche Keramiken und Majoliken, mehr als 200 Gemälde (Porträts, Landschaften, Stillleben) und 3.000 Zeichnungen (Aquarelle, Gouachen, Lavierungen, Radierungen, Lithographien, Monotypien, Rötel- und Kohlezeichnungen).
Seit 1992 zeigt das Museum seiner Geburtsstadt Girona eine Dauerausstellung mit Werken von Richard Guino. In seinem ehemaligen Atelier in Antony bei Paris ist ebenso eine Werkgruppe zu sehen.

## Ausstellungen
- 1977: Exposition Richard Guino, sculptures, dessins. Maison de Renoir aux Colettes, Cagnes-sur-Mer
- 2023: Guino-Renoir ou la couleur de la sculpture. Hyacinthe Rigaud Museum, Perpignan[5]